# Eucritta
Eucritta melanolimnetes
Genre
Espèce
Eucritta (littéralement « vraie créature ») est un genre éteint de potentiels tétrapodes ayant vécu durant le Carbonifère inférieur (Viséen) dans ce qui est aujourd'hui l'Écosse. Une seule espèce est connue, Eucritta melanolimnetes (littéralement « véritable créature du lagon noir »), nommé en hommage au film d'horreur L'Étrange Créature du lac noir, sortie en 1954.
Eucritta possède de nombreuses caractéristiques en commun avec d'autres tétrapodes du Carbonifères et de leurs proches parents. Une grande partie de ces caractéristiques sont plésiomorphes, c'est-à-dire qu'elles ressemblent à la condition « primitive » acquise lors de l'apparition des vertébrés à quatre membres. Avec un crâne court et large, de grands yeux et des membres fortement bâtis, Eucritta ressemble proportionnellement à Balanerpeton, un tétrapode contemporain qui serait l'un des premiers membres de Temnospondyli, un groupe majeur de tétrapodes à succès qui serait peut-être à l'origine des amphibiens modernes. Cependant, Eucritta manque d'adaptations clés des temnospondyles, ni de certaines adaptations des reptiliomorphes (la lignée des tétrapodes qui inclut les amniotes et leurs parents éteints). Dans d'autres cas, il possède certaines caractéristiques communes à chacun. Ses parents les plus proches peuvent avoir été des baphétidés tels que Megalocephalus, basés sur la possession de légères baies sur le bord avant des orbites.
La possession en mosaïque par Eucritta de caractères observés chez les baphétidés, les anthracosaures (des reptiliomorphes primitifs) et les temnospondyles suggère que ces trois groupes aurait divergé durant Carbonifère plutôt qu'au Dévonien. Ses proportions de membres soutiennent les préférences terrestres tandis que les caractéristiques squelettiques suggèrent qu'il utiliserait le pompage buccal (en), le type de respiration utilisé par les amphibiens modernes.

## Découverte et étymologie
Eucritta est connue à partir de cinq spécimens. Ces spécimens n'ont été récupérés que dans l'unité 82, une couche de schiste noir datant du stage Viséen du Carbonifère inférieur, trouvée dans la carrière d'East Kirkton (en), en Écosse. Quatre de ces spécimens sont décrits par la paléontologue anglaise Jenny Clack lors d'une édition de 1998 de la revue scientifique Nature. Le spécimen le mieux conservé, UMZC T1347, est un squelette écrasé mais assez complet et un crâne fendu entre deux dalles. Ce spécimen est désigné comme l'holotype du genre. Un deuxième spécimen, UMZC T1348, ne contient qu'un crâne, qui est plus grand que celui de l'holotype. Ces deux spécimens sont découverts par le collectionneur de fossiles écossais Stan Wood en 1988. Wood découvre également un autre grand crâne bien conservé, NMS 1992.14, en 1989. Le plus petit spécimen, et le plus ancien à être découvert, UMZC 1285, est un petit crâne accompagné de la moitié avant d'un torse. Ce spécimen est découvert par Robert Clack en 1985. Au moment de la description plus complète d'Eucritta en 2001 avec l'autorisation de Jenny Clack, un cinquième spécimen est découvert. Ce cinquième spécimen, catalogué UMZC 2000.1 ,découvert par Stan Wood et est constitué d'un crâne et d'un torse ,tous deux partiels.
L'épithète spécifique de l'animal fait référence au film de science-fiction horrifique L'Étrange Créature du lac noir (Creature from the Black Lagoon), sortie en 1954.

## Description

### Crâne

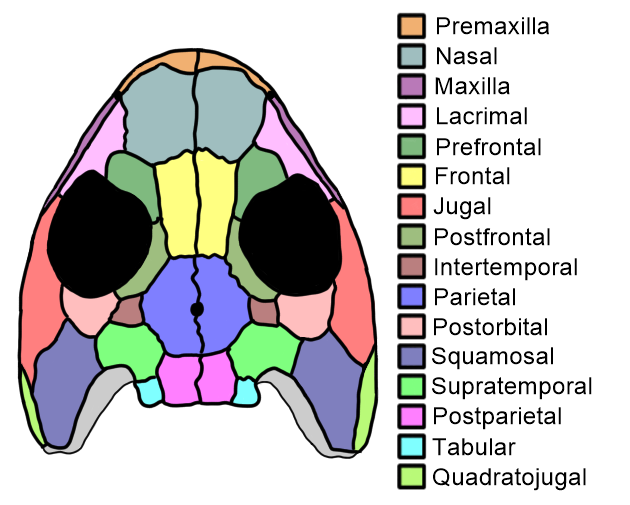
Diagramme du crâne

Le crâne est large, ayant un museau court et arrondi ainsi que de grandes orbites oculaires rapprochées. Les crânes variaient d'environ 30 millimètres dans le plus petit spécimen à environ 90 millimètres dans le plus grand. Les os du crâne individuels ont de subtiles crêtes rayonnantes visibles sur leurs bords et de petites fosses en leur centre. Eucritta a entre 38 et 40 dents dans la mâchoire supérieure, et les dents sont plus grandes peu après l'avant de la mâchoire (autour des dents 7 à 14). Certains spécimens plus grands ont des encoches subtiles et arrondies au coin avant extérieur de chaque orbite. Ces encoches, officiellement connues sous le nom d'échancrures antéroventrales, se développent davantage chez les baphétidés comme Megalocephalus et Loxomma, leur donnant des orbites en forme de trou de serrure. Sinon, la partie avant du crâne est assez typique à Eucritta, semblable à celle du temnospondyle contemporain Balanerpeton.
L'arrière du crâne est plus caractéristique. Cette région est large, possédant de larges encoches temporales arrondies, bien que ces encoches ne soient pas aussi larges que les orbites. Le crâne possède tous les os qui caractérisent les premiers tétrapodes, même l'os intertemporal (en) souvent perdu. La majeure partie du bord de chaque encoche temporale est formée par l'os supratemporal incurvé plutôt que par le squamosal, semblable aux baphétidés mais à la différence de Balanerpeton. Chaque supratemporal contacte un postpariétal (en) au bord arrière du crâne, une caractéristique plésiomorphe contrairement aux anthracosaures qui permettent au pariétal et os tabulaires à contacter à la place. L'os postorbital est arrondi et en forme de croissant lisse, contrairement à l'os plus grand et plus anguleux de Balanerpeton.
Le palais est fermé par de l'os, dépourvu des grandes vacuités interptérygoïdiennes, caractéristiques des temnospondyles. Le palais est couvert de stries et de minuscules structures semblables à des dents appelées denticules. La large partie avant du palais possède également des preuves de gros crocs sur le vomer et les os palatins. Le parabasisphénoïde (base de la boîte crânienne, vers l'arrière du palais) est triangulaire et également recouvert de denticules. Les mandibules ne sont bien conservées dans aucun spécimen, mais semblent manquer de caractéristiques inhabituelles.

### Squelette postcrânien
Eucritta mesure environ 25 centimètres de long. La ceinture pectorale est robuste. Le cleithrum est long et en forme de lame, le scapulo-coracoïde a la forme d'un « B » inversé et l'interclavicule est en forme de losange comme chez les autres premiers tétrapodes et stégocéphales. Les clavicules ont une forme inhabituelle, avec une partie inférieure incurvée continue avec une lame supérieure effilée. L'angle de courbure à la partie inférieure varie de 45 degrés dans le plus petit spécimen (UMZC 1285) à ~30 degrés dans l'holotype. L'humérus est plat et de forme irrégulière, semblable aux humérus en forme de « L » de la plupart des premiers tétrapodes et des stégocéphales (en particulier Baphetes), mais pas aux humérus plus fins en forme de sablier des temnospondyles et des parents amniotes. Le cubitus et le radius (os du bras inférieur) sont courts et tubulaires, le cubitus étant plus long et ayant un processus olécrânien modérément développé. Les mains ne sont complètes dans aucun spécimen, mais des onguaux triangulaires (os « à griffes ») sont présents.
Seul le spécimen holotype conserve la moitié arrière du torse. La ceinture pelvienne est assez typique selon les premières normes des tétrapodes et des proto-tétrapodes, avec un ilium à deux volets, un os coxal en forme de plaque et pas de pubis osseux. Les os des jambes sont rectangulaires et les pattes à cinq doigts ont une formule phalangienne (nombre d'articulations par orteil) de 2-3-4-5-?. Aucun des spécimens ne conserve une colonne vertébrale complète, mais d'après le nombre de côtes, le corps est probablement plutôt court et trapu. Les côtes dorsales (tronc) elles-mêmes ne sont que légèrement incurvées et plus courtes et plus effilées près de la région pelvienne. Les côtes cervicales, en revanche, sont longues et élargies à leurs extrémités, et cette expansion se produit également dans les premières côtes dorsales. Des rangées d'écailles abdominales en forme d'aiguilles appelées gastralia convergent vers la ligne médiane du corps.

## Classification

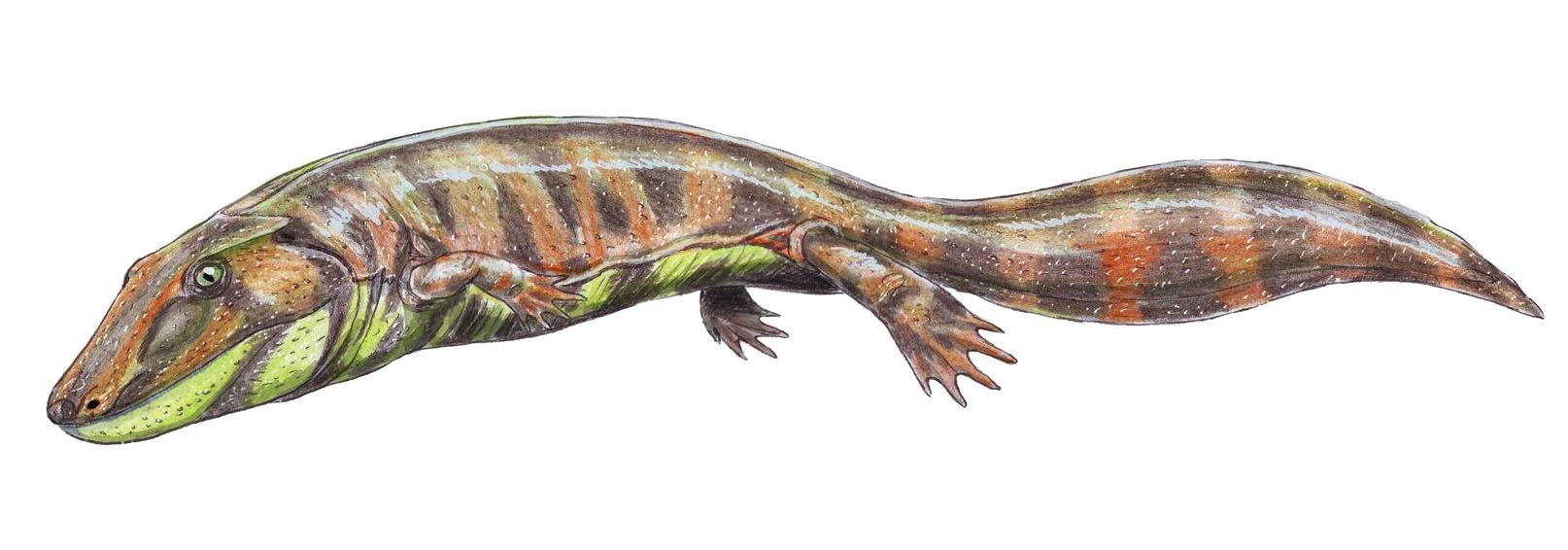
Eucritta est peut-être un proche parent des baphétidés comme Loxomma.

Eucritta est déjà reconnu comme un animal unique dans sa description originale datant de 1998. Une analyse phylogénétique fournie dans la description le considère souvent comme proche des baphétidés, mais le groupe à et autour de la base de Tetrapoda n'est pas stable dans leur position. L'arbre généalogique le plus parcimonieux place provisoirement Eucritta et les baphétidés plus près des anthracosaures que des temnospondyles.
La description plus complète de 2001 ajoute le tétrapode ressemblant à un reptile Gephyrostegus à l'analyse phylogénétique de l'article de 1998 et apporte plusieurs autres modifications et corrections. En réponse, Eucritta et les baphétidés changent de position, et une connexion aux temnospondyles devient tout aussi parcimonieuse. Jennifer A. Clack commente que la plupart des liens entre Eucritta, les baphétidés et les anthracosaures seraient des plésiomorphies, ambiguïtés ou des inversions. L'analyse de Ruta, Coates et Quicke (2003) de l'arbre généalogique des tétrapodes place Eucritta seul à la base de Temnospondyli. Cependant, ils admette également qu'il ne serait pas improbable qu'il ait une variété d'autres positions dispersées autour de la base du groupe-couronne Tetrapoda (le groupe englobant les ancêtres de tous les tétrapodes modernes, comprenant généralement les temnospondyles et les reptiliomorphes). Lorsque certains traits sont accentués par une pondération implicite, Eucritta est liée aux baphétidés dans le cadre d'une branche immédiatement basale au groupe-couronne Tetrapoda. Une nouvelle étude de 2009 de Baphetes attribue le nom Baphetoidea à la branche incorporant des baphétidés, Eucritta, et le proto-tétrapode filtrant Spathicephalus.
La révision de Ruta et Coates en 2007 de leur analyse antérieure soutenient cette position à côté des baphétidés et de la base du groupe-couronne Tetrapoda. De nombreuses études ultérieures cimentent cette position, bien qu'une certaine instabilité existe toujours. Dans la description de 2016 de cinq nouveaux stégocéphales par Clack, Bennett, Carpenter, Davies, Fraser, Kearsey, Marshall, Millward, Otoo, Reeves, Ross, Ruta, Smithson et Walsh, Eucritta est retirée de Baphetoidea et s'est toujours avérée être soit le reptiliomorphe le plus basal ou le temnospondyle le plus basal (plaçant Lissamphibia quelque part dans Temnospondyli ; donc en d'autres termes, le batrachomorphe le plus basal et un amphibien). La déconstruction de Ruta et Coates (2007) par Marjanovic et Laurin en 2019 est parfois d'accord avec leur interprétation, bien que dans de nombreux cas, ils placent la famille des Colosteidae à côté des Baphetidae , séparant Eucritta des baphétidés. Temnospondyli complique encore les choses, car certains arbres généalogiques trouvés par l'étude de 2019 placent les temnospondyles comme dérivés du clade Eucritta + Colosteidae + Baphetidae, tandis que d'autres avaient des temnospondyles ramifiés plus tard, après que certains anthracosaures supposés (en particulier les embolomères) aient déjà évolué. Quelle que soit sa position, Eucritta n'a pas dérivé loin de l'ascendance commune des baphétidés, des colostéidés, des temnospondyles et des anthracosaures.

## Paléobiologie
En raison de multiples spécimens de différentes tailles préservant le matériel du crâne, Eucritta est l'un des rares stégocéphales du Carbonifère connus à partir d'une série de croissance. La majeure partie du crâne connait une croissance isométrique (c'est-à-dire que les proportions restent relativement constantes), bien que les orbites aient connu une croissance allométrique négative (c'est-à-dire qu'elles sont proportionnellement plus petites chez les plus gros spécimens). Eucritta a vécu dans l'habitat préservé à East Kirkton (en) pendant plusieurs étapes de la vie, tandis que ses contemporains (comme Balanerpeton) n'y vivaient qu'à l'âge adulte. Eucritta a des membres assez longs et bien développés, ce qui peut indiquer un degré décent de mode de vie terrestre. Le fémur (os de la cuisse) forme 45 % la longueur du crâne, comparable au ratio de ses contemporains Eldeceeon (47 %) et Balanerpeton (~50 %).
Eucritta a plusieurs caractéristiques qui suggèrent qu'il utiliserait le pompage buccal (en). Cette forme de respiration, également utilisée par les amphibiens modernes, utilise les muscles du cou pour gonfler la bouche avec de l'air, puis pomper de cette dernière dans et hors des poumons. Un crâne court et large et des côtes droites sont généralement considérés comme correspondant à cette forme de respiration, et ce sont des caractéristiques présentes chez Eucritta. Plusieurs autres stégocéphales d'East Kirkton, tels que Eldeceeon et Silvanerpeton, ont des crânes plus hauts et des côtes plus incurvées. Cela suggère qu'ils ont utilisé la ventilation costale, une forme de respiration basée sur le gonflage et le dégonflage des poumons à l'aide des côtes et/ou d'un diaphragme. La ventilation côtière est utilisée par les amniotes modernes comme les mammifères, les reptiles et les oiseaux.